# Valles Occitanos

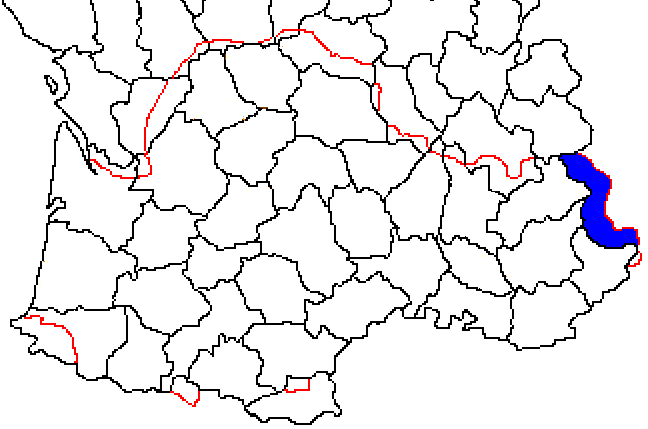
Ubicación de los Valles Occitanos (zona azul) dentro de Occitania (línea roja).

Los Valles Occitanos (en occitano, Valadas Occitanas; en italiano, Valli occitane) son un conjunto de valles del noroeste de Italia que, como su nombre indica, poseen una población que habla el idioma occitano.

El área reconocida por Italia para estos valles es de aproximadamente 4500 km², y su población era de 174.476 personas en el año 2013.
Aunque muy distante (casi en el otro extremo de Italia), se considera también como parte de los Valles Occitanos al enclave de La Gàrda (en italiano Guardia Piamontese) localizado, pese a su nombre, en Calabria.

## Situación
Los Valles Occitanos poseen predominantemente el idioma y la cultura occitanos, hallándose actualmente incluidos en las provincias italianas de Turín y de Cuneo, ambas integrantes del Piamonte. Por este motivo es frecuente que se el nombre de los valles (valadas en el dialecto occitano de la zona) se complete como Valles Occitanos del Piamonte (Valadas Occitanas del Piemont), aunque tal denominación no es del todo correcta ya que incluye a un pequeño territorio de la Liguria. También es frecuente llamarles Valles Valdenses o Valvaldenses, ya que gran parte de su población nativa se adhiere a la iglesia cristiana valdense (precursora del protestantismo). Sin embargo, los Valles Valdenses propiamente dichos sólo se corresponden con algunos valles septentrionales y centrales.

## Geografía
Sin contar el enclave calabrés, los Valles Occitanos se ubican en la vertiente oriental del sector más occidental de los Alpes (sector de los Alpes Cotios o Alpes Cocios). En dicha zona, la cordillera alpina tiene una altitud promedio de 3500 m s. n. m., formándose una serie de pequeños valles paralelos que descienden hasta la Llanura Padana. Por tal motivo, las aguas forman parte de la cuenca del río Po, aunque tal río discurre fuera de los valles en cuestión. La mencionada Llanura Padana señala en su inicio (es decir al fin del piedemonte) el límite del occitano (al oeste) y el inicio del idioma italiano piamontés, al sur, ya en las proximidades del Mar Mediterráneo. Existe un pequeño sector de la Liguria incluido dentro de los Valles Occitanos, que se corresponde con la Roiasca (en occitano Roiasc), con un dialecto particular muy mezclado con el ligur en las comunas de L'Auriveta y de Treieura.
La comunicación entre los valles es bastante difícil, ya que se encuentran separados por altas y escarpadas estribaciones alpinas. Sin embargo, es relativamente fácil la comunicación con la mayor parte de la Occitania (que en el presente forma el tercio sur de Francia) merced a importantes pasos o collados, tales como el Collado de la Magdalena y el Collado de Monteginebra, pasos que les comunican con la zona occitana alpina occidental llamada País de Gavot.
Las principales poblaciones son: Ors (Oulx), Bardonescha (en italiano Bardonecchia), Prajalats (en italiano Pragelato), Susa, Cesana (en italiano Cesana Torinese), Draonier (Dronero) y Lo Borg Sant Dalmatz(Borgo San Dalmazzo), Sestrières, Pellise (Torre Pellice) y Argentera.

## Lingüística
El occitano hablado en los Valles Occitanos del Piamonte es del tipo vivaroalpino y presenta, de hecho, fuertes analogías con el dialecto provenzal gavotiano de la otra vertiente de los Alpes.
Sin embargo, a inicios del siglo XXI no toda la población es occitanófona; los valles de Locana, Lauzo y Baja Val Susa (incluida la ciudad de Suse o Susa son predominantemente arpitanos, esto es, de idioma francoprovenzal, más aún, en el Valle de Susa son frecuentes cinco lenguas hoy nativas: la occitana en el monte, la francoprovenzal en el fondo del valle, y el piamontés y el italiano normativo en la ciudad de Susa (el italiano normativo avanzó en la región a lo largo del siglo XX, especialmente desde los 1920s). En la citada ciudad también se habla el francés.

## Los Valles Occitanos en las provincias italianas (tras la barra los nombres en italiano)

### En laprovincia de Turín
Todos los Valles Occitanos de la provincia de Turín coinciden en gran medida territorialmente con los Valles Valdenses:
- Val d'Ors o Val de Oulx (o Auta Val Doira)/Valle de Susa
- Val Cluson (o, regionalmente: Vau Cluson o Vath Cluson)/Valle Chisone
- Val Germanasca o Val Sant Martin
- Val Pèlis/Val Pellice

Comunas occitanas en la provincia de Turín: (entre corchetes el nombre italiano):

L'Abaïa (Abbadia Alpina) (comuna de Pinerolo),
Angruenha (Angrogna),
Bardonescha (Bardonecchia),
Barge (Barge),
Bibiana (Bibiana),
Bricairàs (Bricherasio),
Buebi (Bobbio Pellice),
Campilhon e Fenil (Campiglione Fenile),
Cesana (Cesana Torinese),
Chantaloba (Cantalupa),
Chaumont (Chiomonte),
Las Clavieras (Claviere),
L'Envèrs de Pinascha (Inverso Pinasca),
Exilhas (Exilles),
Finistrèlas (Fenestrelle),
Frussasc (Frossasco),
Lo Grand Sause (Sause d'Oulx),
Lusèrna Sant Joan (Luserna San Giovanni),
Luserneta (Lusernetta),
Massèl (Massello),
Ors (Ols, classicizant) (Oulx),
Peirosa (Perosa Argentina),
Perier (Perrero),
Pinascha (Pinasca),
Pomaret (Pomaretto),
Las Pòrtas (Porte),
Praal (Prali),
Praamòl (Pramollo),
Prajalats (Pragelato),
Prarustin (Prarostino),
Rolei (Roletto),
Roraa (Rorà),
Roure (Roure),
Salbertrand (Salbertrand),
Salsa (Salza di Pinerolo),
Sant German de Cluson (San Germano Chisone),
Sant Pèire (San Pietro Val Lemina),
Sant Seond (San Secondo di Pinerolo),
Sestrieras (Sestriere),
Taluc (Talucco) (comuna de Pinerolo),
La Torre de Pèlis (Torre Pellice),
Usseaus (Usseaux),
Lhi Vialars (Villar Perosa),
Lo Vilar de Pèlis (Villar Pellice)

### En laprovincia de Cuneo
- Val Pò (Vau Pò o Vath Pò)/Val Po
- Val Varacha (Vau Varacha, Vath Varacha)/Val Varaita
- Val Maira (Vau Maira, Vath Maira)
- Val Grana
- Val d'Estura/Val Stura
- Val Ges/Val Gesso
- Val Vermenanha/Val Vernenagna
- Valadas de la Besimauda/Valli della Besimauda
- Valada dal Quiè/Valli dal Quiè

Acelh (Aceglio),

Aison (Aisone),

L'Argentiera (Argentiera),

L'Arma (Macra),

Banhòl (Bagnolo Piemonte),

Bernès (Bernezzo),

Blins (/Belins) (Bellino),

Lo Borg (/Lo Borg Sant Dalmatz) (Borgo San Dalmazzo),

Brondèl (Brondello),

Brossasc (Brossasco),

Bueves (Boves),

Buscha (Busca),

Caralh (Caraglio),

Cartinhan (Cartignano),

Castelar (Castellar),

Cèlas (Celle di Macra),

Cervasca (Cervasca),

Chanuelhas (Canosio),

Chastèldalfin (Casteldelfino),

Chastèlmanh (Castelmagno),

La Clusa (Chiusa di Pesio),

Criçòl (Crissolo),

Demont (Demonte),

Draonier (Dronero),

Elva (Elva),

Entraigas (Entracque),

Envie (Envie),

Estròp (Stroppo),

Frabosa Sobrana (Frabosa Soprana),

Frabosa Sotana (Frabosa Sottana),

Fraisse (Frassino),

Gaiòla (Gaiola),

Gambasca (Gambasca),

Isascha (Isasca),

Limón (Limone Piemonte),

La Màrmol (Marmola),

Martinhana (Martiniana Po),

Lo Mèl (Melle),

Moiòla (Moiola),

Montomal (Montemale),

Montrós (Monterosso),

Oncin (Oncino),

Ostana (Ostana),

Paisana (Paesana),

Panh (Pagno),

Peasc (Piasco),

Pèirapuerc (Pietraporzio),

Pont e la Chanal (Pontechianale),

Poranh (Peveragno),

Pradievi (Pradleves),

Prats (Prazzo),

Revèl (Revello),

Rifred (Rifreddo),

Ritana (Rittana),

Roascha (Roaschia),

Robilant (Robilante),

La Ròca (Roccasparvera),

Ròcafòrt (Roccaforte Mondovì),

Rocavion (Roccavione),

La Ròcha (Roccabruna),

Rossana (Rossana),

Sambuc (Sambuco),

Sant Damian (San Damiano Macra),

Sant Frònt (Sanfront),

Sant Pèire (Sampeyre),

Valàuria (Valloriate),

Valgrana (Valgrana),

Valmala (Valmala),

Vaudier (Valdieri),

Venascha (/Venaissa) (Venasca),

Lo Vernant (Vernante),

Vilanòva (Villanova Mondovì),

Lo Vilar (Villar San Costanzo),

Vinai (Vinadio),

Vinhòl (Vignolo).
- Datos: Q1356798